# 小学館101新書
小学館101新書（しょうがくかんいちまるいちしんしょ）とは、小学館が2008年10月に創刊した新書レーベルの名称。「101」とは、パーセンテージやテストの点数などで最高点としてよく用いられる「100」を超えよう、という意気込みから命名されている。毎偶数月初頭に発行。
サブレーベルとして、小学館101ビジュアル新書がある。
表紙には青ベースに白の半円が描かれている。「ドラえもん」のポケットをイメージしたもので、四次元ポケットのように、バラエティ豊かなラインナップを揃えることを意味する。
2013年10月1日、創刊5周年を機に、カバー等をリニューアルし、レーベル名を小学館新書としてスタートした。

## 主な既刊書目
- 『モデル失格』（押切もえ）
- 『自然体』（遠藤保仁）
- 『娘が東大に合格した本当の理由』（隂山英男）
- 『貧格ニッポン新記録』（ビートたけし）
- 『読書進化論』（勝間和代）
- 『非選抜アイドル』（仲谷明香）